# Nantovinus

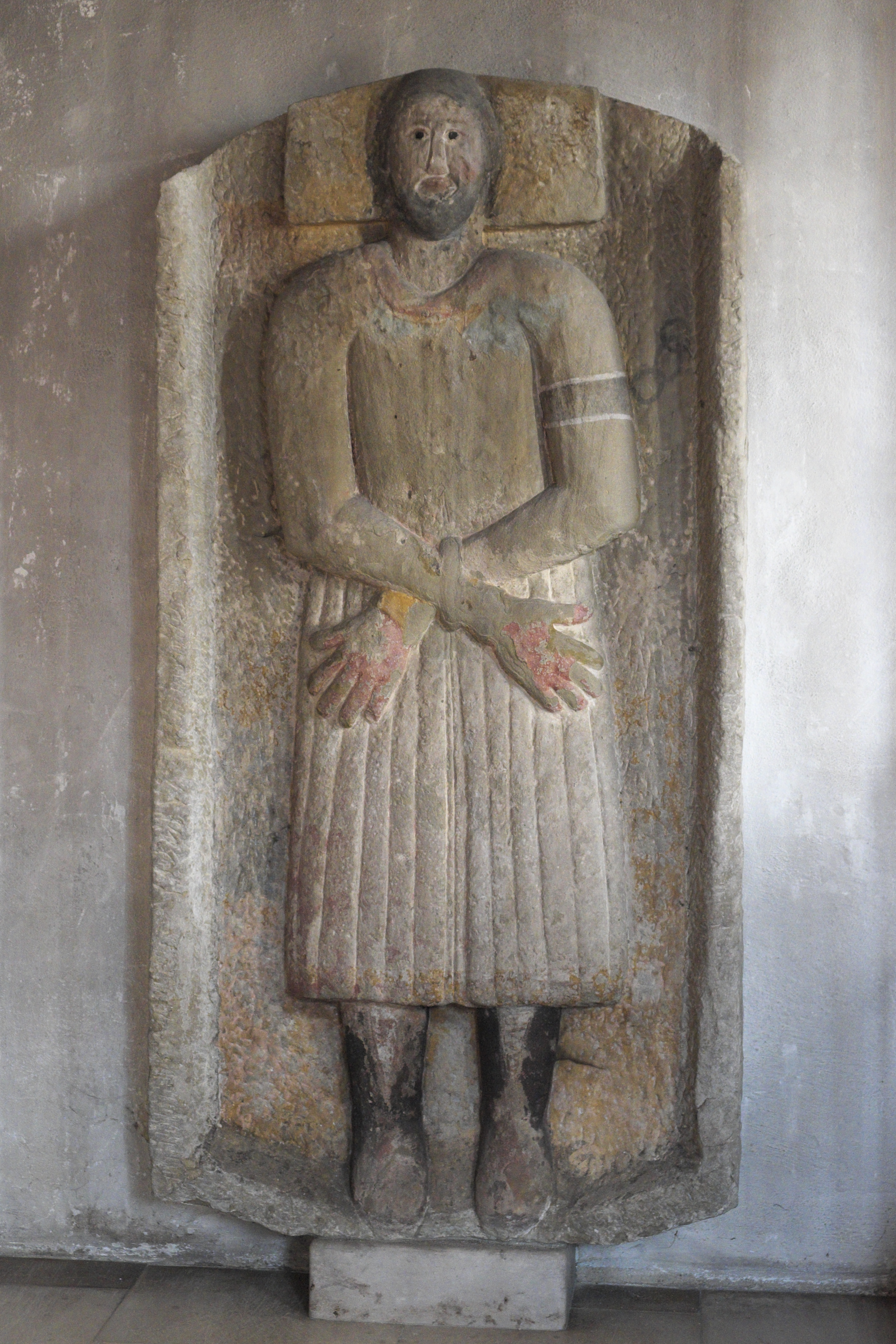
Sandsteinrelief des hl. Nantovinus in St. Nantwein

Nantovinus (auch Conrad Nantwein, Nantuinus, Nanovwin oder Nantwin(us); † um 1286 in Wolfratshausen) war der Legende nach ein frommer Pilger, der den Märtyrertod erlitt. Er wird als Heiliger verehrt, sein Gedenktag ist der 7. August. Heute ist Nantwein von Wolfratshausen einer der beiden Namensgeber der dortigen Filialkirche St. Nantovinus und Laurentius. Wahrscheinlich ist Sankt Nantovinus identisch mit Sankt Conradus Nantulnus.

## Martyrium
Über Herkunft, Alter und Beruf von Nantovinus wird nichts berichtet. Der Überlieferung nach kam der Pilger im Jahr 1286 auf einer Wallfahrt zu den sieben Pilgerkirchen in Rom nach Wolfratshausen, wo sein Pferd die Begehrlichkeit des amtierenden Richters Ganter (Gaurichter Ganthar) weckte. Der Richter verleitete die Herbergswirtin zur Anklage, dass Nantvin ihren behinderten Sohn verführt hätte. Ganter ließ den Fremden gefangen auf die Wolfratshauser Burg bringen und verurteilte ihn ohne Zeugenbefragung zum Tode auf dem Scheiterhaufen.
Der Legende nach wurde der Verurteilte gefragt, an welcher Stelle er verbrannt werden wolle. Daraufhin habe er den Knopf seines Pilgerstabes abgenommen und über die Loisach hinweg geworfen, mit den Worten „Wo dieser niederfällt, soll meine Richtstätte sein.“ An dieser Stelle steht heute die Filialkirche St. Nantwein. Dort soll er dann auch verbrannt worden sein.

## Nachleben

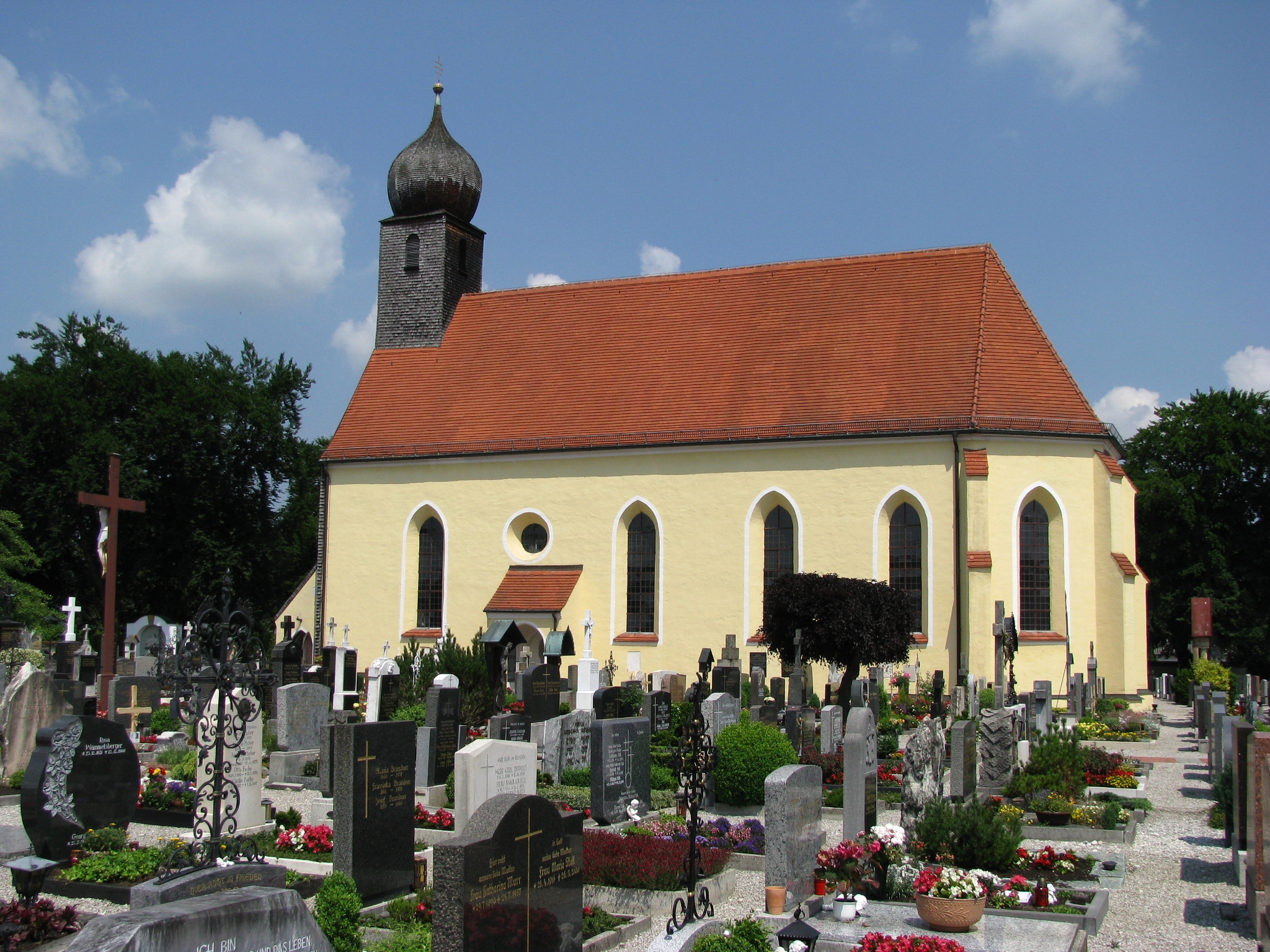
Kirche St. Nantwein

Am Ort des Martyriums ereigneten sich bald schon Wunder. Beispielsweise wurde überliefert, dass das erblindete Pferd des Richters Ganter wieder sehen konnte, nachdem ihm ein Stück Knochen aus der Asche des verbrannten Märtyrers vor die Augen gehalten wurde. Die übrig gebliebenen Knochen wurden in einem zu Ehren des Märtyrers errichteten Kirchlein aufbewahrt, das nur einige Jahre später am Hinrichtungsort errichtet wurde. Dort wurden auch die Hirnschale sowie ein Pilgerfläschchen des Heiligen aufbewahrt. Wegen der wunderbaren Vorkommnisse strömten Pilger herbei, und Papst Bonifatius VIII. vollzog im Jahr 1297 die Heiligsprechung von Nantovinus. Ebenfalls 1297 stellten sieben Bischöfe, die in Rom Dienst taten, einen Ablassbrief für die Nantwein-Wallfahrt aus. Aufgrund des Ansturms von Pilgern wurde im Jahre 1624 an gleicher Stelle die noch heute bestehende Barockkirche St. Nantwein erbaut.
Zur Finanzierung der Kriegskasse mussten die mittlerweile silbergefassten Reliquien 1801 dem Staat ausgehändigt werden. Nach mehrmaligen Besitzerwechseln gelangte die Hirnschale 1928 schließlich in den Besitz eines Münchners. Dieser schenkte sie dem Münchner Stadtmuseum, wo sie sich auch heute noch befindet. Die Pilgerflasche ist jedoch bis heute verschollen.
Der Wolfratshauser Stadtteil Nantwein, wo sich das Geschehen abgespielt haben soll, erhielt danach seinen Namen. Man zeigt dort im gegenwärtigen Deisenberger Häuschen noch den Kerker, in welchem er gefangen lag, ehe man ihn zum Scheiterhaufen führte. Als merkwürdig gilt, dass keiner der vielen Brände, von welchen Wolfratshausen im Laufe der Jahrhunderte heimgesucht wurde, diesen Kerker beschädigte. Zur besonderen Verehrung des Heiligen wird an seinem Fest (Namenstag am 7. August) vor diesem Haus ein kleiner Altar errichtet und der Rosenkranz gebetet. Bildnisse von Nantovinus stellen seinen Verbrennungstod dar oder einen Pilger in Fesseln. Er wird auch in der Theaterfassung des Brandner Kaspar dargestellt.